# Adelans-et-le-Val-de-Bithaine
Adelans-et-le-Val-de-Bithaine ist eine französische Gemeinde im Département Haute-Saône in der Region Bourgogne-Franche-Comté.

## Geographie
Adelans-et-le-Val-de-Bithaine liegt auf einer Höhe von 317 m über dem Meeresspiegel, acht Kilometer westnordwestlich von Lure und etwa 20 Kilometer ostnordöstlich der Stadt Vesoul (Luftlinie). Das Dorf erstreckt sich im zentralen Teil des Départements, am westlichen Rand der Ebene von Lure, am Ostfuß der Höhe des Châtillon.
Die Fläche des 17,30 km² großen Gemeindegebiets umfasst einen Abschnitt der Ebene von Lure. Der östliche Gemeindeteil wird von dieser Alluvialebene eingenommen, die durchschnittlich auf 310 m liegt. Im Bereich von Adelans herrscht landwirtschaftliche Nutzung vor. Das Gebiet wird durch den Picot und seinen Zufluss Bourbier nach Südosten über die Reigne zum Ognon entwässert. Im Osten reicht das Gebiet in die ausgedehnte Waldung des Bois des Franches Communes, wobei die Hauptstraße von Lure nach Luxeuil-les-Bains die Ostgrenze markiert.
Westlich von Adelans steigt das Gelände an zu den bewaldeten Höhen von Châtillon (391 m) im Norden und Mont Jarrot (411 m) im Süden. Sie bilden die Wasserscheide zwischen den Einzugsgebieten von Ognon und Saône. Weiter im Westen schließt die Talmulde der Colombine an, die eine Breite von maximal einem Kilometer erreicht und im Mittel auf 300 m liegt. Die westliche Abgrenzung bildet der langgezogene, in Nord-Süd-Richtung verlaufende Höhenrücken des Grand Bois de Genevrey. Mit 445 m wird hier die höchste Erhebung von Adelans-et-le-Val-de-Bithaine erreicht. In geologisch-tektonischer Hinsicht ist der stärker reliefierte westliche Gemeindeabschnitt aus einer Wechsellagerung von sandig-mergeligen und kalkigen Sedimenten aufgebaut, die während des Lias (Unterjura) abgelagert wurden. An verschiedenen Orten tritt auch Muschelkalk der mittleren Trias zutage.
Die Doppelgemeinde besteht aus folgenden Ortsteilen:
- Adelans (317 m) am Westrand der Ebene von Lure
- Bithaine-et-le-Val (298 m) in der Talmulde der Colombine
- Le Mouliney (305 m) in der Talmulde der Colombine

Nachbargemeinden von Adelans-et-le-Val-de-Bithaine sind Dambenoît-lès-Colombe im Norden, Quers im Osten, Bouhans-lès-Lure, Amblans-et-Velotte und Genevreuille im Süden sowie La Creuse, Châtenois, Châteney und Genevrey im Westen.

## Geschichte
Überreste von gallorömischen Mauerfundamenten bei Bithaine-et-le-Val zeugen von einer sehr frühen Besiedlung des Gebietes. Adelans wird bereits zur Zeit Karls des Großen im Jahr 815 schriftlich erwähnt. Im 12. Jahrhundert ist es als Standort einer Kirche belegt. Im Mittelalter gehörte der Ort zur Freigrafschaft Burgund und darin zum Gebiet des Bailliage d’Amont. Die lokale Herrschaft hatten die Herren von Faucogney inne. In Bithaine gründeten Mönche des Zisterzienserordens das Kloster Bithaine, dessen Grundbesitz im 13. Jahrhundert durch Schenkungen der Herren von Faucogney stark vergrößert wurde.
Zusammen mit der Franche-Comté gelangten Adelans und Bithaine mit dem Frieden von Nimwegen 1678 definitiv an Frankreich. In der ersten Hälfte des 19. Jahrhunderts befand sich in Bithaine eine Spinnerei. Im Jahr 1993 schlossen sich die beiden vorher eigenständigen Gemeinden Adelans und Bithaine-et-le-Val (1990: 15 Einwohner) zur Doppelgemeinde zusammen. Heute ist Adelans-et-le-Val-de-Bithaine Mitglied des Gemeindeverbandes Triangle Vert.

## Bevölkerung
| Jahr                       | 1962 | 1968 | 1975 | 1982 | 1990 | 1999 | 2006 | 2010 | 2020 |
| Einwohner                  | 223  | 207  | 183  | 219  | 285  | 251  | 317  | 309  | 310  |
| Quellen: Cassini und INSEE |      |      |      |      |      |      |      |      |      |

Mit 313 Einwohnern (1. Januar 2022) gehört Adelans-et-le-Val-de-Bithaine zu den kleineren Gemeinden des Départements Haute-Saône. Nachdem die Einwohnerzahl in der ersten Hälfte des 20. Jahrhunderts deutlich abgenommen hatte (1881 wurden auf dem heutigen Gemeindeboden noch 553 Personen gezählt), wurde seit Mitte der 1970er Jahre insgesamt wieder ein Bevölkerungswachstum verzeichnet.

## Sehenswürdigkeiten
Die Himmelfahrtskirche in Adelans wurde im 19. Jahrhundert im Stil der Neugotik erbaut und besitzt Statuen und Mobiliar aus dem 18. Jahrhundert. In Bithaine befinden sich die Reste der ehemaligen Klosteranlage Notre-Dame-de-Bithaine (18. Jahrhundert) mit dem Ostflügel, einem Taubenhaus und einem Brunnen. Die Anlage ist als Monument historique klassiert.

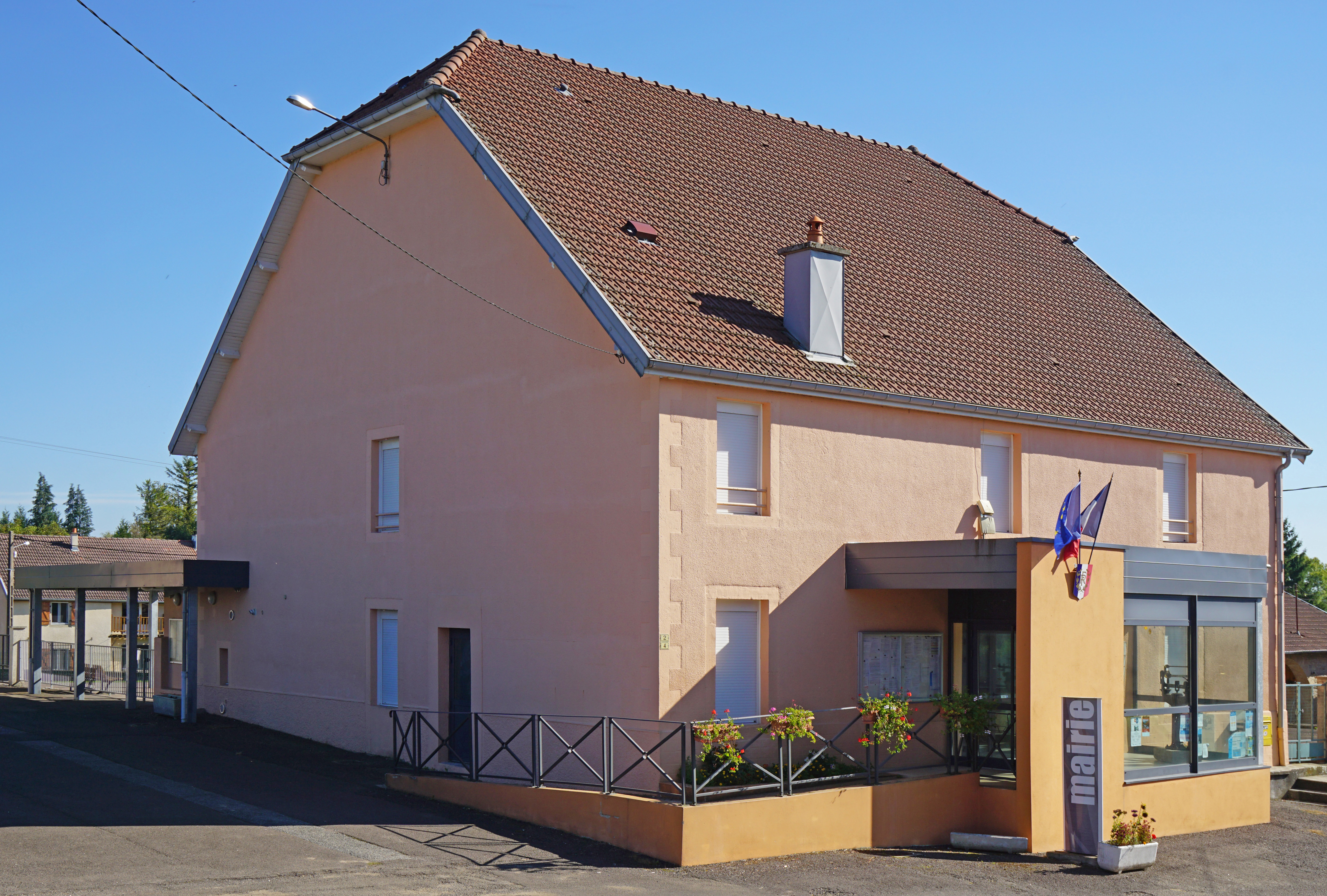
Mairie
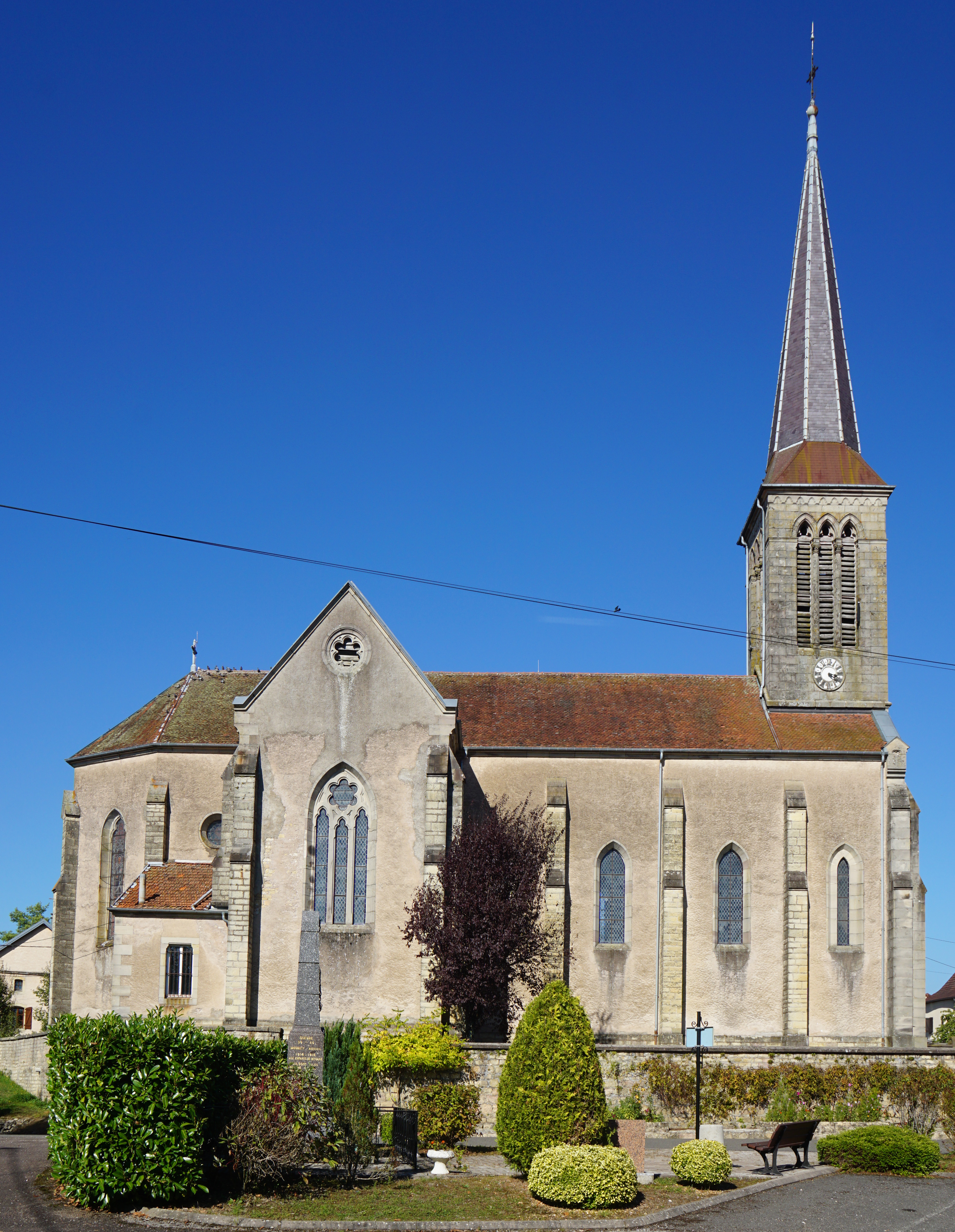
Himmelfahrtskirche
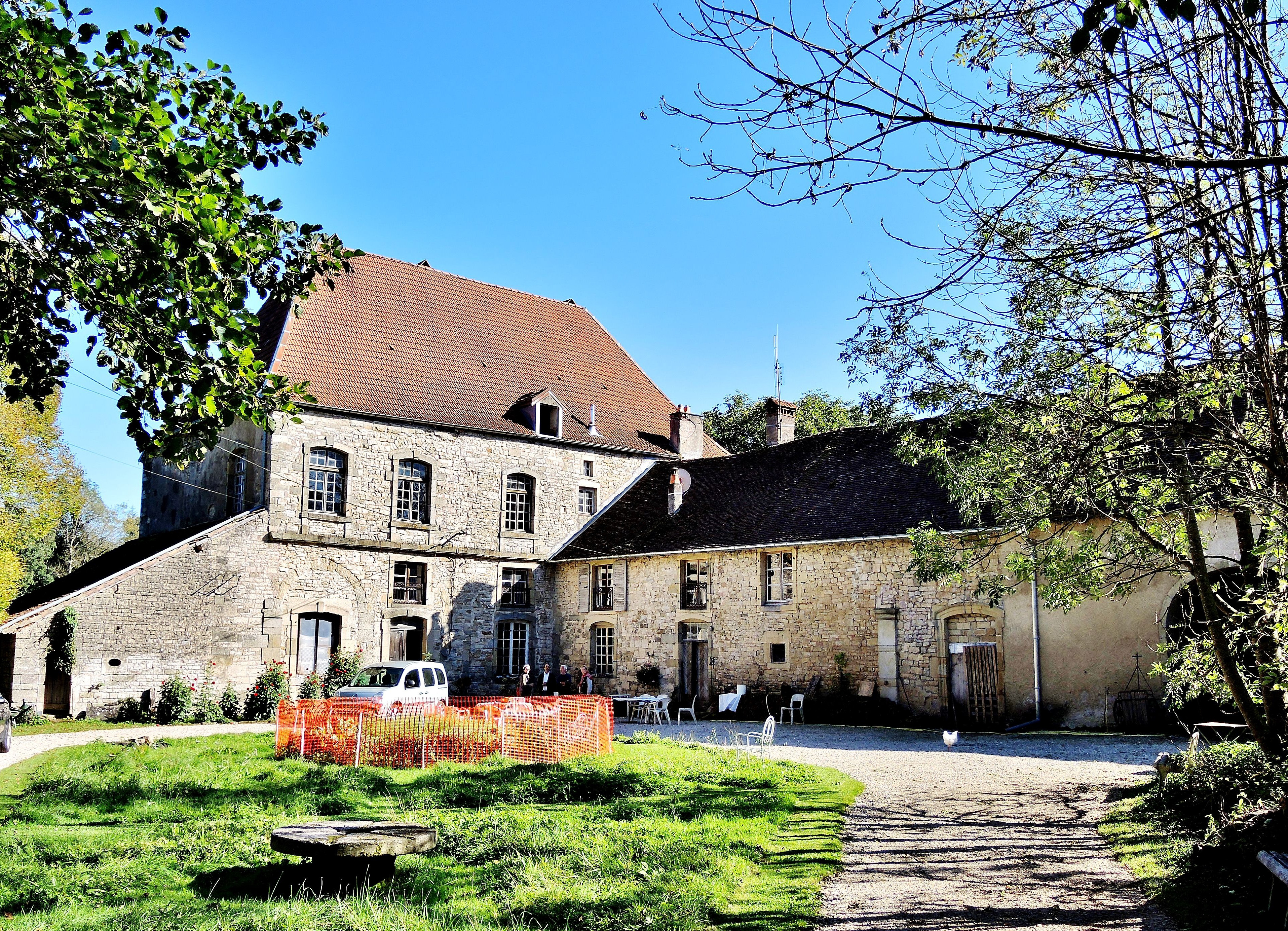
Ehemaliges Kloster Notre-Dame-de-Bithaine

## Wirtschaft und Infrastruktur
Adelans-et-le-Val-de-Bithaine war bis weit ins 20. Jahrhundert hinein ein vorwiegend durch die Landwirtschaft (Ackerbau, Obstbau und Viehzucht) und die Forstwirtschaft geprägtes Dorf. Heute gibt es einige Betriebe des lokalen Kleingewerbes. In den letzten Jahrzehnten hat sich das Dorf zu einer Wohngemeinde gewandelt. Viele Erwerbstätige sind deshalb Wegpendler, die in den größeren Ortschaften der Umgebung ihrer Arbeit nachgehen.
Die Ortschaft liegt abseits der größeren Durchgangsachsen an einer Departementsstraße, die von Lure nach Dambenoît führt. Weitere Straßenverbindungen bestehen mit La Creuse und Quers.